# Economía de la Tierra Media
La economía de la Tierra Media es el tratamiento que hace J. R. R. Tolkien de la economía en su mundo fantástico de la Tierra Media. Estudiosos como Steven Kelly han comentado el choque de modelos económicos plasmado en los escritos de Tolkien, citando como ejemplo la economía agraria pero capitalista de la Comarca, del siglo XIX, frente al mundo más antiguo de la Gondor feudal. Otros han destacado la cultura del regalo y el intercambio, que refleja la de las primeras culturas germánicas descritas en obras como Beowulf. Patrick Curry aborda un choque de culturas diferente, al contrastar el mundo premoderno de los pueblos libres de la Tierra Media con las economías industrializadas y, en su opinión, "desalmadas" del mago Saruman y del señor oscuro Sauron, basadas en la maquinaria, el fuego y el trabajo.
Con menos seriedad, economistas y periodistas financieros como John Carney han explorado los posibles efectos económicos de la captura del tesoro de oro de los enanos por parte del dragón Smaug. Algunos han sugerido que esta reducción de la oferta monetaria causaría una grave conmoción económica y deflación; otros, que la verdadera conmoción estaba en el lado de la oferta, ya que Smaug se había comido a tantos Enanos productivos que el comercio de la ciudad de Dale se habría visto seriamente reducido.

## En la Tierra Media

### Regalos e intercambios
Tolkien indicó que los regalos y el intercambio son importantes en algunas partes de la Tierra Media. En la Comarca, los hobbits tienen "mathoms" (inglés antiguo: māþum, tesoro, regalo), objetos que pasan de mano en mano como regalos valiosos o a veces sin valor. Muchos se guardaban en el museo o casa-mathom de Michel Delving. 
La erudita Jennifer Culver afirma que Tolkien basó su relato de los regalos y el intercambio en la tradición germánica de los regalos, descrita en obras medievales como Beowulf, familiar para Tolkien. Allí, un señor podía "ampliar su alcance" haciendo regalos, mientras que el intercambio visible de regalos definía el estatus relativo de las personas implicadas. Culver analiza el significado del regalo de los anillos mágicos de Sauron a los nueve Espectros del Anillo -a cambio de sus vidas- y la naturaleza del propio Anillo Único como objeto de intercambio.

### Dinero y tesoro

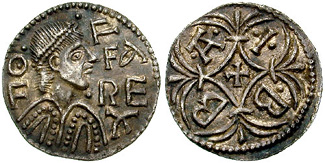
En El Señor de los Anillos, Barliman Butterbur hace un pago de 30 peniques de plata Se muestra un penique de plata temprano medieval de Offa de Mercia.

Tolkien menciona el dinero y los objetos de valor en sus escritos sobre la Tierra Media. Los hobbits usaban dinero: en El Hobbit, Bilbo Bolsón, al salir apresuradamente de la Comarca, olvida llevar dinero consigo. En El Señor de los Anillos, Barliman Butterbur paga 30 peniques de plata como compensación por la pérdida de caballos y ponis robados en la posada El Poni Rampante de Bree; un poni costaba unos cuatro peniques de plata. Además, Bilbo regala "unos peniques" antes de la fiesta de cumpleaños, mientras que en el Concilio de Elrond, Gandalf utiliza la frase "vale una pieza de oro" como noticia significativa. Sin embargo, no hay indicios de dónde pudieron acuñarse tales monedas. El pueblo de Gondor utilizaba monedas de plata como moneda. La moneda principal era el Castar; un cuarto de Castar era un Tharni.
Los enanos de Moria valoraban materiales preciosos como el oro y las joyas, pero sobre todo el raro metal mithril, que extraían de las minas: 
Porque sólo aquí en el mundo se encontró plata de Moria, o plata verdadera como algunos la han llamado: mithril es el nombre élfico. Los enanos tienen un nombre que no dicen. Su valor era diez veces mayor que el del oro, y ahora ya no tiene precio, pues queda poco en la superficie, y ni siquiera los orcos se atreven a excavar aquí en su busca.
El Mago Gandalf sobresalta al enano Gimli con la mención de una cota de malla hecha de mithril:
"Bilbo tenía un corsé de anillos de mithril que le regaló Thorin. Me pregunto qué habrá sido de él. Supongo que sigue cogiendo polvo en la casa de Michel Delving Mathom".[T5]
"¿Qué?", gritó Gimli, sobresaltado por el silencio. "¿Un corsé de plata de Moria? Fue un regalo real".
"Sí", dijo Gandalf. "Nunca se lo dije, pero su valor era mayor que el de toda la Comarca y todo lo que hay en ella".
Los estudiosos de las relaciones internacionales Abigail Ruane y Patrick James ven a Gimli como un ejemplo de "institucionalistas neoliberales" dentro de la economía de la Tierra Media, ya que su "pueblo persigue ávidamente el oro y el tesoro".En su opinión, él y sus enanos también ilustran la interdependencia de las naciones a través de sus redes de comercio y aliados; las variadas "relaciones entre enanos, elfos y hombres proporcionan una base sobre la que construir y aliarse contra Sauron e ilustran cómo la compleja interdependencia puede reducir la percepción de inseguridad y crear oportunidades de cooperación en lugar de conflicto".

### Patrones económicos enfrentados

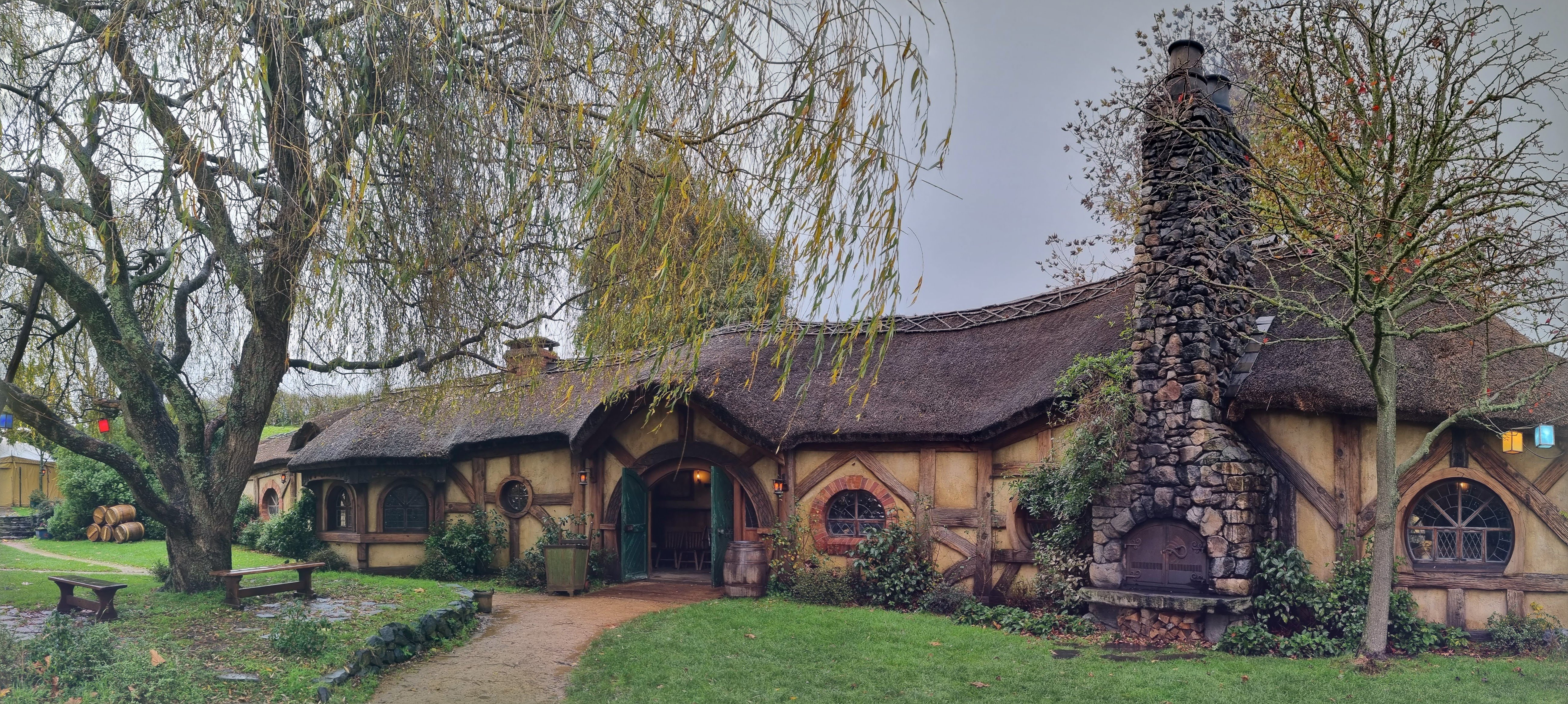
Escenario cinematográfico de Hobbiton en la Comarca, a menudo descrito como un idilio pastoral.

Steven Kelly sostiene que, aunque el mundo de Tolkien se considera generalmente un mundo fantástico medieval, y por tanto una sociedad precapitalista, tiene algunos elementos de sociedad capitalista. Citando al filólogo y estudioso de Tolkien Tom Shippey, Kelly afirma que esto es el resultado del choque de dos temas principales en la construcción del mundo de Tolkien: "el viejo mundo de cuento de hadas del norte de Europa", al que pertenece la mayor parte de la Tierra Media, y “un mundo relativamente moderno representado en la Comarca”, modelado en parte a partir de la Inglaterra del siglo XIX. Mientras que el primero, como la tierra de Gondor, ha sido descrito como feudal o prefeudal, con conceptos como los feudos. La Comarca, por otro lado, tiene una economía que es a la vez engañosamente simple, una sociedad agraria autosuficiente resistente al capitalismo, descrita incluso como comunista, pero con comercio y otros patrones económicos parecidos a los que se encuentran en los sistemas capitalistas modernos. En particular, Kelly sostiene que la manipulación de la hierba de pipa de los hobbits puede considerarse un caso de fetichismo moderno de las mercancías.Jay Atkins escribe en Mallorn que la Comarca funciona como una economía distributista, tal como la definieron G. K. Chesterton e Hilaire Belloc a principios del siglo XX: es respetuosa con la naturaleza y las familias son propietarias de los medios de producción a pequeña escala. Atkins comenta que "El azote de la Comarca" alude al socialismo, ya que, bajo el injusto gobierno de Sharkey, se aboga por el reparto: sólo que todo es unidireccional, ya que Sharkey despoja a los hobbits de sus propiedades sin devolverles nada.
La Isengard del mago Saruman, en cambio, es industrial: produce armas y maquinaria de hierro, fundido y forjado utilizando árboles como combustible; una raza de orcos inusualmente grande y poderosa, capaz, como dice Bárbol, de luchar a la luz del día, producida rápidamente, al parecer mediante algún tipo de clonación; y un explosivo similar a la pólvora Lianne McLarty describe Isengard como una economía de guerra con un sistema militar-industrial para producir el material bélico.

### Resistencia al progreso económico sin alma

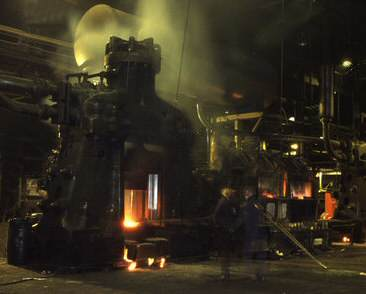
Isengard es industrial: «...los martillos golpeaban. Por la noche, penachos de vapor salían de los conductos de ventilación, iluminados desde abajo con luz roja" Martillo de vapor en funcionamiento, Inglaterra.

El estudioso de Tolkien Patrick Curry vincula la búsqueda del progreso económico en la Tierra Media a la industrialización y a un tipo oscuro de magia, la de la hechicería de Sauron y Saruman con ruedas y fuegos y trabajadores laboriosos, escribiendo que "el Enemigo es así “Señor de la magia y las máquinas”". Contrasta esto con la magia élfica del "encantamiento", afirmando que "en términos contemporáneos, la dominación de la magia financiera y tecnológica sobre el encantamiento ... es algo que vemos confirmado por todas partes en la Tierra Media de hoy. En opinión de Curry, los escritos de Tolkien sobre la Tierra Media "invitan al lector a un mundo premoderno convincente y extraordinariamente completo, saturado de... valores para relacionarse... entre sí, con la naturaleza y... con el espíritu", que conserva "la integridad y la responsabilidad personales y no se decanta por un cálculo sin alma de pérdidas y ganancias financieras". En resumen, escribe, "la sabiduría en la Tierra Media no es una cuestión de pericia económica, científica o tecnológica, sino de sabiduría práctica y ética".

### Interpretaciones económicas
El periodista financiero John Carney analiza con humor el efecto económico del dragón Smaug y su tesoro capturado a los enanos. Señala que Francis Woolley, profesor de economía de la Universidad de Carleton, sugirió que la retirada de tanto oro de la circulación por parte de Smaug representaba un severo endurecimiento de la política monetaria, que causaría "deflación y una actividad económica deprimida".En contra de este punto de vista, los 150 años transcurridos entre la captura de la Montaña Solitaria por Smaug y los sucesos de El Hobbit habrían permitido a la economía ajustarse al shock.Por otro lado, el economista Nick Rowe argumenta en términos neokeynesianos que los precios podrían mantenerse altos, ya que las empresas podrían aguantar a la espera de la caída de Smaug.Otro punto de vista es el de Eric Crampton, que sugiere que el choque económico se produjo por el lado de la oferta, ya que Smaug consumió a "miles de artesanos enanos muy cualificados", privando a Dale de gran parte de su comercio de productos agrícolas que había intercambiado por productos industriales producidos por enanos.El propio Carney sugiere que el mago Gandalf podría haber utilizado sus poderes para reemplazar el oro "de la nada", pero al igual que la Reserva Federal se negó a reembolsar la riqueza perdida por el fraudulento esquema Ponzi de Bernard Madoff, Gandalf no lo hizo. En 2012, la riqueza de Smaug se estimó en 61.000 millones de dólares, lo que le situaba entre los 15 ficticios de Forbes.
Diane Coyle escribe en el Financial Times que la economía colaborativa de la Comarca podría mejorarse con un tablón de anuncios "mathom.com". Coyle sugiere que un sitio de intercambio podría permitir que los mathoms circularan de forma más eficiente.

## Obras derivadas
La fantasía de Kirill Eskov El último portador del anillo, de 1999, parodia El Señor de los Anillos y es una secuela informal de éste. Se ha interpretado, entre otras cosas, como una crítica a la visión ecologista antimoderna de Tolkien.y presenta a Mordor como una sociedad basada en el conocimiento racional, en contraste con la facción belicista y antiindustrialización de Gandalf y los elfos.

### Principales
1. ↑  Tolkien 1954a Prólogo: I. "A propósito de los hobbits"
2. ↑  Tolkien 1954a Libro 1, cap. 11 "Un cuchillo en la oscuridad"
3. ↑  Tolkien 1937 2 "Cordero asado"
4. ↑  Tolkien 1954a Libro 1, cap. 11 "Un cuchillo en la oscuridad"
5. ↑  Tolkien 1996 II. "El apéndice sobre las lenguas"
6. 1 2 3  Tolkien 1954a Libro 2, cap. 4 "Un viaje en la oscuridad"
7. ↑  Tolkien 1954, libro 3, cap. 8 "El camino a Isengard"
8. ↑  Tolkien 1954, libro 3, cap. 4 "Barba de Árbol"
9. ↑  Tolkien 1954, libro 3, cap. 8 "El camino a Isengard"

### Secundarias
1. ↑  Culver, Jennifer (2013)., Culver, Jennifer (2013). ((2013).). El cuerpo en el Legendarium de Tolkien: ensayos sobre la corporeidad de la Tierra Media ."Capítulo 9: Extendiendo el alcance de la mano invisible: un regalo busca ganancias en la economía de regalos de la Tierra Media". En Vaccaro, Christopher (ed.). ISBN 978-0-7864-7478-3.
2. ↑  Tarifa, Christopher (1996). ""Beag & Beaghroden": Mujeres, tesoros y el lenguaje de la estructura social en "Beowulf"". Neuphilologische Mitteilungen . 97 (3). Sociedad de lenguas modernas: 285– 294. ISSN 0028-3754 . JSTOR 43346397 .
3. 1 2  Fraser, Kenneth. "La moneda en la Tierra Media" . Mallorn : 42– 43.
4. 1 2  Ruane, Abigail E.; James, Patrick (2008). "Las relaciones internacionales de la Tierra Media: lecciones de El Señor de los Anillos" . International Studies Perspectives . 9 (4): 377– 394. doi : 10.1111/j.1528-3585.2008.00343.x .
5. ↑  "Visita diez lugares literarios increíbles en todo el mundo" . Hopper . 26 de octubre de 2017.
6. ↑  "La Comarca como idilio pastoral" . Museo Novium . Archivado desde el original el 15 de julio de 2023.
7. 1 2  Kelly, Steven (15 de abril de 2016). "Rompiendo la mirada del dragón: el fetichismo de la mercancía en la Tierra Media de Tolkien" . Mitología . 34 (2). Artículo 8. ISSN 0146-9339 .
8. ↑  Lacon, Ruth (1994). "La economía y la historia económica de Gondor" . Mallorn (31): 37– 44. ISSN 0308-6674 . JSTOR 45320381 .
9. ↑  Atkins, Jay (2017). "Sobre la presentación que Tolkien hace del distributismo a través de la Comarca". Mallorn (58): 23– 28. JSTOR 48614871 .
10. ↑  Kocher 1974, p. 102–103.
11. ↑  Davis 2008, p. 55–71.
12. ↑  Morton 2014, p. 291–304.
13. ↑  McLarty, Lianne (1 de enero de 2006)., McLarty, Lianne (1 de enero de 2006). ((1 de enero de 2006).). "Masculinidad, blancura y clase social en El Señor de los Anillos". En Mathijs, Ernest; Pomerance, Murray (eds.). pp. págs. 173- 188.
14. 1 2  Curry 1998, p. 74.
15. ↑  Curry 1998, p. 144–145.
16. 1 2 3 4 5  Carney, John (3 de enero de 2013). "The Economics of Smaug" (La economía de Smaug) . CNBC . Consultado el 27 de junio de 2023 .
17. ↑  Woolley, Frances (30 de diciembre de 2012). "La macroeconomía de la Tierra Media" . Worthwhile Canadian Initiative . Consultado el 27 de junio de 2023 .
18. ↑  "Smaug" . Forbes . 2012. Archivado desde el original el 29 de julio de 2017. Consultado el 8 de julio de 2012 .
19. ↑  Coyle, Diane (27 de diciembre de 2015). "El enfoque hobbit de la economía colaborativa" . Financial Times . Consultado el 27 de junio de 2023 .
20. ↑  Eskov, Kirill.  Kirill Eskov, ed. «El último anillo, Capítulo 16».
21. ↑  Clinton, Greg (2016). "A Life of Fairy-Stories". Lectura e interpretación de las obras de JRR Tolkien. Enslow Publishing. p. 30–31. ISBN 978-0-7660-8362-2.
22. ↑  Stuart, Robert (2022)., Stuart, Robert (2022). ((2022).). Tolkien, raza y racismo en la Tierra Media . Palgrave Macmillan. p. pág.  150. ISBN 978-3-030-97475-6.
23. ↑  Miller, Laura (15 de febrero de 2011). "La Tierra Media según Mordor" . Salon.com .